# Gabriele Ferzetti
Gabriele Ferzetti, właśc. Pasquale Ferzetti (ur. 17 marca 1925 w Rzymie, zm. 2 grudnia 2015 tamże) – włoski aktor, który ma na swoim koncie ponad 160 ról filmowych, telewizyjnych i teatralnych. Jego kariera osiągnęła swój szczyt w latach 50. i 60. XX wieku.
Dwukrotny laureat Srebrnej Taśmy za rolę profesora Franco Vagnuzziego w dramacie Mario Soldatiego Prowincjuszka (La provinciale, 1953) i jako prawnik Rosello w dramacie kryminalnym Elio Petriego Każdemu swoje (A ciascuno il suo, 1967).

## Kariera
Jego pasja sceniczna zaczęła się od występów w przedstawieniach uniwersyteckich. Otworzyło to drogę do stypendium w rzymskiej Akademii Sztuki Dramatycznej (Accademia d’arte drammatica). Wkrótce został wydalony za występy w profesjonalnej trupie teatralnej i dołączył do Teatru Narodowego, a rok później do zespołu Vivi Gioi.
Debiutował na ekranie w melodramacie Ulica pięciu księżyców (Via delle cinque lune, 1942) na podstawie powieści Matilde Serao. W ekranizacji powieści Wiktora Hugo Nędznicy (Les Misérables, 1948) w reż. Riccardo Fredy pojawił się jako Tholomyes, klient Fantiny (Valentina Cortese). Jego pierwszą główną rolą była postać Riccardo Maggese, który roztrwania pieniądza ojca – skromnego rolnika na hazard w melodramacie Lo Zappatore (1950). Dwukrotnie wcielił się w rolę Pucciniego w biograficznych melodramatach muzycznych Carmine Gallonego – Puccini (1953) z Märtą Torén i Wydawnictwo Ricordi (Casa Ricordi, 1954) z Marcello Mastroiannim jako Gaetano Donizetti. Lucio Fulci zaangażował go do roli Casanovy w komedii Przygody Casanovy (Le avventure di Giacomo Casanova, 1955). 
Międzynarodowym przełomem była rola niespokojnego playboya w kontrowersyjnym dramacie Michelangelo Antonioniego Przygoda (L’avventura, 1960). Po serii romantycznych występów zyskał we Włoszech reputację eleganckiego, wytwornego i nieco arystokratycznego głównego bohatera. Zagrał Lota w biblijnym eposie Johna Hustona Biblia (1966), barona kolejowego Mortona w spaghetti westernie Sergia Leone Pewnego razu na Dzikim Zachodzie (1968), za którą był nominowany do Srebrnej Taśmy dla najlepszego aktora drugoplanowego, oraz Marca-Ange Draco, szefa Unione Corse, głównego syndykatu przestępczego i ojca Tracy (Diana Rigg) w filmie o Jamesie Bondzie W tajnej służbie Jej Królewskiej Mości (1969). Jako Don Francesco DeMarco w dramacie kryminalnym Giuliano Montaldo Karabin maszynowy McCaina (Gli intoccabili, 1969) został uhonorowany włoskim Złotym Globem. 
W latach 70. wystąpił w znacznej liczbie filmów kryminalnych, często w roli inspektora. W dramacie wojennym Liliany Cavani Nocny portier (Il portiere di notte, 1974) zagrał postać psychiatry Hansa. Za rolę ojca Paola (Gabriel Byrne) w melodramacie fantasy Petera Del Monte Julia i Julia (Giulia e Giulia, 1987) był nominowany do David di Donatello dla najlepszego aktora drugoplanowego.
27 lutego 1958 zawarł związek małżeński z Marią Grazią Eminente. 22 kwietnia 1963 doszło do separacji. W 1984 poślubił Claudię Verdini, z którą miał córkę Annę (ur. 24 grudnia 1982).
Zmarł 2 grudnia 2015 w wieku 90 lat.

## Filmografia
- Nędznicy (1948) jako Tholomyes
- Przygody Casanovy (1955) jako Giacomo Casanova
- Przyjaciółki (1955) jako Lorenzo
- Zdarzyło się w Rzymie (1957) jako Alberto Cortini
- Letnie opowieści (1958) jako Giulio Ferrari
- Sami zakochani (1959) jako Arturo
- Hannibal (1959) jako Fabiusz Maksimus
- Przygoda (1960) jako Sandro
- Długa w noc 1943 (1960) jako Franco Villani
- Zbrodnia nie popłaca (1962) jako Angelo Giraldi
- Cesarska Wenus (1963) jako Freron
- Trzy pokoje na Manhattanie (1965) jako hrabia Larsi
- Biblia (1966) jako Lot
- Każdemu swoje (1967) jako Rosello
- Pewnego razu na Dzikim Zachodzie (1968) jako Morton
- W tajnej służbie Jej Królewskiej Mości (1969) jako Marc-Ange Draco, ojciec Tracy
- Piękny listopad (1969) jako Biagio
- Spowiedź (1970) jako Kohoutek
- Jego rozwód, jej rozwód (1973) jako Turi Livicci
- Hitler – ostatnie 10 dni (1973) jako feldmarszałek Wilhelm Keitel
- Nocny portier (1974) jako Hans
- Trąd w pałacu sprawiedliwości (1974) jako Prando
- Koniec gry (1975) jako dr Lucius Lutz
- Kwestia czasu (1976) jako Antonio Vicari
- Siedem czarnych nut (1977) jako Emilio Rospini
- Krwawa linia (1979) jako marszałek podczas kampanii wyborczej
- Inchon (1981) jako turecki brygadier
- Quo Vadis? (1985; serial TV) jako Pizon
- Julia i Julia (1987) jako ojciec Paolo’a
- W 80 dni dookoła świata (1989) jako włoski szef policji
- Otello (1995) jako doża Wenecji
- Callas i Onassis (2005) jako Livanos
- Rok 1612 (2007) jako kardynał
- Jestem miłością (2009) jako Edoardo Recchi Sr.